# Spongiforma
Genre
Spongiforma est un genre de champignons de la famille des Boletaceae.
Deux espèces sont actuellement décrites et considérées valides :
- Spongiforma thailandica a été observé sur le sol dans une vieille forêt de parc national de Khao Yai (Province de Nakhon Nayok, Thaïlande), à une altitude d'environ 750 mètres. On pense qu'il pousse en association avec les mycorhizes Shorea henryana et Dipterocarpus gracilis.
- Spongiforma squarepantsii a été trouvé dans le parc national des Lambir Hills, au Sarawak, en Malaisie en 2010. Il est orange vif.